# Đấu vật tại Đại hội Thể thao châu Á 2018
Bản mẫu:Wrestling at the 2018 Asian Games
Đấu vật tại Đại hội Thể thao châu Á 2018 sẽ được tổ chức tại Hội trường Trung tâm hội nghị Jakarta, Jakarta, Indonesia từ ngày 19 đến ngày 22 tháng 8 năm 2018.

## Các nội dung thi đấu
18 bộ huy chương đã được trao trong các nội dung thi đấu sau đây:
| - 57 kg tự do nam - 65 kg tự do nam - 74 kg tự do nam - 86 kg tự do nam - 97 kg tự do nam - 125 kg tự do nam |  | - 60 kg cổ điển nam - 67 kg cổ điển nam - 77 kg cổ điển nam - 87 kg cổ điển nam - 97 kg cổ điển nam - 130 kg cổ điển nam |  | - 50 kg tự do nữ - 53 kg tự do nữ - 57 kg tự do nữ - 62 kg tự do nữ - 68 kg tự do nữ - 76 kg tự do nữ |

## Lịch thi đấu
| Q | Vòng loại & bị loại | F | Bị đẩy, huy chương đồng & huy chương vàng |

| Tự do nam          |   |   |   |   |   |   |   |   |
| 57 kg tự do nam    | Q | F |   |   |   |   |   |   |
| 65 kg tự do nam    | Q | F |   |   |   |   |   |   |
| 74 kg tự do nam    | Q | F |   |   |   |   |   |   |
| 86 kg tự do nam    | Q | F |   |   |   |   |   |   |
| 97 kg tự do nam    | Q | F |   |   |   |   |   |   |
| 125 kg tự do nam   |   |   | Q | F |   |   |   |   |
| Cổ điển nam        |   |   |   |   |   |   |   |   |
| 60 kg cổ điển nam  |   |   |   |   | Q | F |   |   |
| 67 kg cổ điển nam  |   |   |   |   | Q | F |   |   |
| 77 kg cổ điển nam  |   |   |   |   |   |   | Q | F |
| 87 kg cổ điển nam  |   |   |   |   |   |   | Q | F |
| 97 kg cổ điển nam  |   |   |   |   |   |   | Q | F |
| 130 kg cổ điển nam |   |   |   |   |   |   | Q | F |
| Tự do nữ           |   |   |   |   |   |   |   |   |
| 50 kg tự do nữ     |   |   | Q | F |   |   |   |   |
| 53 kg tự do nữ     |   |   | Q | F |   |   |   |   |
| 57 kg tự do nữ     |   |   | Q | F |   |   |   |   |
| 62 kg tự do nữ     |   |   | Q | F |   |   |   |   |
| 68 kg tự do nữ     |   |   |   |   | Q | F |   |   |
| 76 kg tự do nữ     |   |   |   |   | Q | F |   |   |

## Tóm tắt huy chương

### Bảng huy chương
| 1         | Iran              | 5  | 0  | 3  | 8  |
| 2         | Trung Quốc        | 2  | 3  | 1  | 6  |
| 3         | Mông Cổ           | 2  | 1  | 3  | 6  |
| 4         | Uzbekistan        | 2  | 1  | 3  | 6  |
| 5         | CHDCND Triều Tiên | 2  | 1  | 2  | 5  |
| 6         | Hàn Quốc          | 2  | 0  | 6  | 8  |
| 7         | Ấn Độ             | 2  | 0  | 1  | 3  |
| 8         | Nhật Bản          | 1  | 3  | 6  | 10 |
| 9         | Kazakhstan        | 0  | 4  | 6  | 10 |
| 10        | Kyrgyzstan        | 0  | 4  | 4  | 8  |
| 11        | Liban             | 0  | 1  | 0  | 1  |
| Tổng cộng | Tổng cộng         | 18 | 18 | 36 | 72 |

### Danh sách huy chương

#### Tự do nam
| Nội dung | Vàng                              | Bạc                               | Đồng                              |
| -------- | --------------------------------- | --------------------------------- | --------------------------------- |
| 57 kg    | Erdenebatyn Bekhbayar · Mông Cổ   | Kang Kum-song · CHDCND Triều Tiên | Takahashi Yuki · Nhật Bản         |
| 57 kg    | Erdenebatyn Bekhbayar · Mông Cổ   | Kang Kum-song · CHDCND Triều Tiên | Reza Atri · Iran                  |
| 65 kg    | Bajrang Punia · Ấn Độ             | Takatani Daichi · Nhật Bản        | Sirojiddin Khasanov · Uzbekistan  |
| 65 kg    | Bajrang Punia · Ấn Độ             | Takatani Daichi · Nhật Bản        | Sayatbek Okassov · Kazakhstan     |
| 74 kg    | Bekzod Abdurakhmonov · Uzbekistan | Daniyar Kaisanov · Kazakhstan     | Gong Byung-min · Hàn Quốc         |
| 74 kg    | Bekzod Abdurakhmonov · Uzbekistan | Daniyar Kaisanov · Kazakhstan     | Fujinami Yuhi · Nhật Bản          |
| 86 kg    | Hassan Yazdani · Iran             | Domenic Abounader · Liban         | Adilet Davlumbayev · Kazakhstan   |
| 86 kg    | Hassan Yazdani · Iran             | Domenic Abounader · Liban         | Orgodolyn Üitümen · Mông Cổ       |
| 97 kg    | Alireza Karimi · Iran             | Magomed Musaev · Kyrgyzstan       | Magomed Ibragimov · Uzbekistan    |
| 97 kg    | Alireza Karimi · Iran             | Magomed Musaev · Kyrgyzstan       | Kim Jae-gang · Hàn Quốc           |
| 125 kg   | Parviz Hadi · Iran                | Đặng Chí Vỹ · Trung Quốc          | Nam Koung-jin · Hàn Quốc          |
| 125 kg   | Parviz Hadi · Iran                | Đặng Chí Vỹ · Trung Quốc          | Davit Modzmanashvili · Uzbekistan |

#### Tự do nữ
| Nội dung | Vàng                               | Bạc                                 | Đồng                                 |
| -------- | ---------------------------------- | ----------------------------------- | ------------------------------------ |
| 50 kg    | Vinesh Phogat · Ấn Độ              | Irie Yuki · Nhật Bản                | Kim Son-hyang · CHDCND Triều Tiên    |
| 50 kg    | Vinesh Phogat · Ấn Độ              | Irie Yuki · Nhật Bản                | Kim Hyung-joo · Hàn Quốc             |
| 53 kg    | Pak Yong-mi · CHDCND Triều Tiên    | Zhuldyz Eshimova · Kazakhstan       | Okuno Haruna · Nhật Bản              |
| 53 kg    | Pak Yong-mi · CHDCND Triều Tiên    | Zhuldyz Eshimova · Kazakhstan       | Erdenechimegiin Sumiyaa · Mông Cổ    |
| 57 kg    | Jong Myong-suk · CHDCND Triều Tiên | Bùi Tân Du · Trung Quốc             | Altantsetsegiin Battsetseg · Mông Cổ |
| 57 kg    | Jong Myong-suk · CHDCND Triều Tiên | Bùi Tân Du · Trung Quốc             | Sakagami Katsuki · Nhật Bản          |
| 62 kg    | Pürevdorjiin Orkhon · Mông Cổ      | Aisuluu Tynybekova · Kyrgyzstan     | Kawai Risako · Nhật Bản              |
| 62 kg    | Pürevdorjiin Orkhon · Mông Cổ      | Aisuluu Tynybekova · Kyrgyzstan     | Rim Jong-sim · CHDCND Triều Tiên     |
| 68 kg    | Châu Phong · Trung Quốc            | Sharkhüügiin Tümentsetseg · Mông Cổ | Divya Kakran · Ấn Độ                 |
| 68 kg    | Châu Phong · Trung Quốc            | Sharkhüügiin Tümentsetseg · Mông Cổ | Meerim Zhumanazarova · Kyrgyzstan    |
| 76 kg    | Châu Điền · Trung Quốc             | Minagawa Hiroe · Nhật Bản           | Elmira Syzdykova · Kazakhstan        |
| 76 kg    | Châu Điền · Trung Quốc             | Minagawa Hiroe · Nhật Bản           | Aiperi Medet kyzy · Kyrgyzstan       |